# Fairview (Tennessee)
Fairview és una població dels Estats Units a l'estat de Tennessee. Segons el cens del 2000 tenia 5.800 habitants.

## Demografia
Segons el cens del 2000, Fairview tenia 5.800 habitants, 2.105 habitatges, i 1.606 famílies. La densitat de població era de 158,7 habitants/km².
Dels 2.105 habitatges en un 43,7% hi vivien nens de menys de 18 anys, en un 61% hi vivien parelles casades, en un 11,9% dones solteres, i en un 23,7% no eren unitats familiars. En el 18,8% dels habitatges hi vivien persones soles el 6,2% de les quals corresponia a persones de 65 anys o més que vivien soles. El nombre mitjà de persones vivint en cada habitatge era de 2,76 i el nombre mitjà de persones que vivien en cada família era de 3,17.
Per edats la població es repartia de la següent manera: un 30,3% tenia menys de 18 anys, un 8,6% entre 18 i 24, un 34,1% entre 25 i 44, un 19,7% de 45 a 60 i un 7,3% 65 anys o més.
L'edat mediana era de 32 anys. Per cada 100 dones de 18 o més anys hi havia 89,5 homes.
La renda mediana per habitatge era de 44.148 $ i la renda mediana per família de 49.817 $. Els homes tenien una renda mediana de 36.461 $ mentre que les dones 26.277 $. La renda per capita de la població era de 20.403 $. Entorn del 5,6% de les famílies i el 8,1% de la població estaven per davall del llindar de pobresa.

## Poblacions més properes
El següent diagrama mostra les poblacions més properes.